# Lorena Andrea
Lorena Andrea Mateo (Camden, Londres; 12 de abril de 1994) es una actriz británica, más conocida por su papel como Hermana Lilith en Warrior Nun.

## Biografía
Hija de una española y un colombiano, Andrea nació en Camden, Londres y habla inglés y español. Durante su infancia y adolescencia, compitió en natación y actuó en varias obras de teatro.

## Filmografía

### Cine
| Año  | Título               | Papel                 | Notas        |
| ---- | -------------------- | --------------------- | ------------ |
| 2015 | Lia                  | Hannah                | Cortometraje |
| 2016 | Salaam - StDenis2015 | Hasna                 | Cortometraje |
| 2016 | Lithium              | Lola                  | Cortometraje |
| 2016 | Signs of Silence     | Chesney               | Cortometraje |
| 2017 | Papillon             | Lali                  |              |
| 2017 | House on Elm Lake    | Crystal               |              |
| 2017 | Unhinged             | Thalia                |              |
| 2017 | Grace of Mine        | Sparkle               | Cortometraje |
| 2018 | Jesters              | Sofia                 |              |
| 2019 | No Man's Land        | Lotsee                |              |
| 2020 | Infamous Six         | Amanda                |              |
| 2023 | La Sirenita          | Perla                 |              |
| 2025 | Blanca Nieves        | Madre de Blancanieves |              |

### Televisión
| Año       | Título            | Papel          | Notas            |
| --------- | ----------------- | -------------- | ---------------- |
| 2007      | The Pod           |                |                  |
| 2020–2022 | La monja guerrera | Hermana Lilith | Elenco principal |

### Teatro
| Año  | Título     | Papel     | Teatro                    |
| ---- | ---------- | --------- | ------------------------- |
| 2011 | Justice    | Reportera | Precinct Theatre, Londres |
| 2012 | Coming Out | Sabrina   | Precinct Theatre, Londres |